# Wim Bos (1906-1974)
Willem (Wim) Bos (Rotterdam, 12 februari 1906 – Den Haag, 22 januari 1974) was een Nederlands kunstschilder, tekenaar en aquarellist. Hij was autodidact.
Hij woonde en werkte in Rotterdam, Brussel, Hamburg, Nijmegen, Antwerpen en Parijs. In 1924 keerde Bos weer terug in Rotterdam. In Rotterdam kreeg hij inspiratie door de laad- en losactiviteiten in de havens en de aanblik van de daar aanwezige zeeschepen.
Bos schilderde, tekende en aquarelleerde naast havengezichten ook plasgezichten. Zijn havengezichten ademen de aparte sfeer van de vooroorlogse havens, met stoomschepen, laadbomen en kranen, stoomfluiten en rammelende ankerkettingen.